# Lymeon rufoniger
Lymeon rufoniger är en stekelart som beskrevs av Dmitriy R. Kasparyan och Ruiz-cancino 2004. Lymeon rufoniger ingår i släktet Lymeon och familjen brokparasitsteklar. Inga underarter finns listade i Catalogue of Life.